# 티볼라인
티볼라인(프랑스어: Tiboulen)은 프리울 제도의 한 섬이다. 크기는 30헥타르 정도이다. 프레데리크 미스트랄이 펠리브리지 운동을 전개했을 때 거주했기도 하다.